# Littérature grise

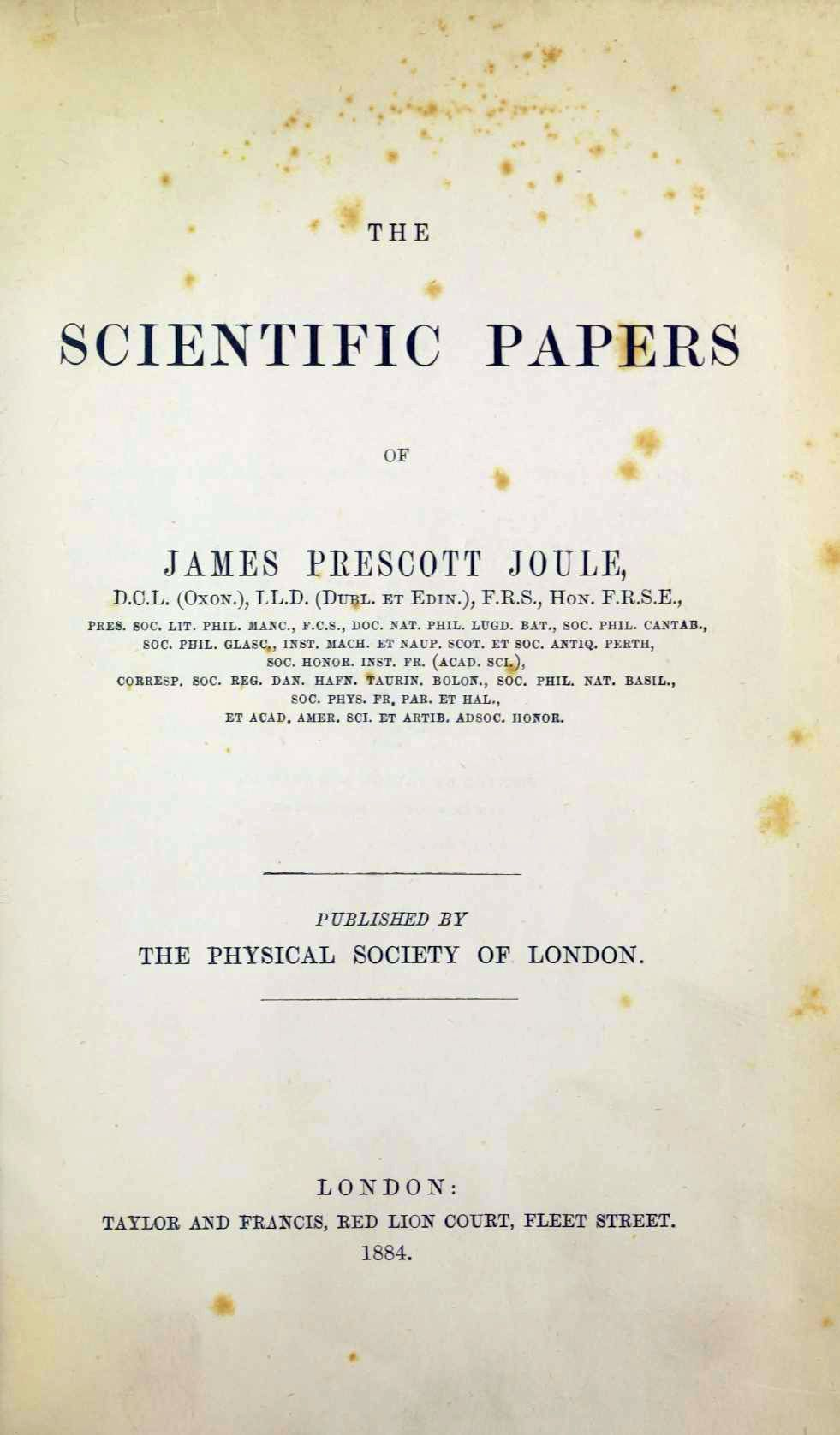
Les écrits scientifiques, James Prescott, 1884.

La littérature grise est l'ensemble des documents produits par l'administration, l'industrie, l'enseignement supérieur et la recherche, les services, les ONG, les associations, etc. qui n'entrent pas dans les circuits habituels d'édition et de distribution.

## Origine du concept
L'origine de la littérature grise remonte au début du XXe siècle, d’abord aux États-Unis et en Grande Bretagne. La pratique connut un essor après la Seconde Guerre mondiale avec la création de l’Office of Scientific Research and Development (OSRD) qui développa ce type de document de communication scientifique. Cette croissance a continué à prendre de l’ampleur dans les années 1970 avec la multiplication de documents à visée scientifique et technique. L'adjectif gris a été retenu pour désigner un document qui circule dans des canaux informels, ce qui contraste avec le concept blanc qui représente la clarté ou une présence plus officielle. Un des auteurs qui a participé à la démocratisation du terme est Charles P. Auger avec entre autres, la publication d'un ouvrage fondateur, Information Sources in Grey Literature, dont la plus récente édition fut publiée en 1998.

## Évolution de la définition

### Définition de l'AFNOR
Selon la définition de l'Association française de normalisation (AFNOR), publiée dans Le vocabulaire de la documentation (1986), la littérature grise est « un document dactylographié ou imprimé, produit à l'intention d'un public restreint, en dehors des circuits commerciaux de l'édition et de la diffusion, et en marge des dispositifs de contrôle bibliographique. »
Exemples de littérature grise : rapports d'études ou de recherches, actes de congrès, thèses, brevets, etc.

### Définition de Luxembourg (1997)
Une autre définition, plus connue, est celle dite « de Luxembourg », discutée et approuvée lors de la 3e conférence internationale sur la littérature grise en 1997 : « [La littérature grise est] ce qui est produit par toutes les instances du gouvernement, de l’enseignement et la recherche publique, du commerce et de l’industrie, sous un format papier ou numérique, et qui n’est pas contrôlé par l’édition commerciale » (texte original en anglais : « [Grey literature is] that which is produced on all levels of government, academics, business and industry in print and electronic formats, but which is not controlled by commercial publishers »). La définition met en évidence deux caractéristiques majeures de ce type d’information : d’une part son universalité et son ubiquité, d’autre part la difficulté de l’identifier et d’y accéder par les circuits commerciaux de l’édition classique.

### Définition de New York (2004)
La conférence de New York tenue en 2004 précise que la définition inclut les éditeurs « où la publication ne
constitue pas l’activité principale ».

### Définition de Prague (2012)
Devant les limites que présente la définition de New York, l'enseignant-chercheur en Sciences de l'Information et de la Communication à l'Université de Lille Joachim Schöpfel propose une nouvelle description qui ajouterait quatre attributs :
1) la nature documentaire de la littérature grise,
2) la nature juridique en étant protégée par la propriété intellectuelle,
3) le respect d'une qualité minimale par le biais de processus de contrôle,
4) la médiation ou la place des documents gris dans une collection.
D'après cette nouvelle définition, la littérature grise correspond « à tout type de document produit par le gouvernement, l'administration, l'enseignement et la recherche, le commerce et l'industrie, en format papier ou numérique, protégé par les droits de propriété intellectuelle, de qualité suffisante pour être collecté et conservé par une bibliothèque ou une archive institutionnelle, et qui n'est pas contrôlé par l'édition commerciale. » 

## Types de publications
La littérature grise regroupe un grand nombre de publications produites par des organisations dans le cadre de leur activité. Il s'agit notamment de rapports techniques et de recherche, de rapports d'évaluation des technologies, de résumés et d’actes de conférences, de publications gouvernementales, de dépôts institutionnels, de mémoires et de thèses de doctorat ou des statistiques. Le réseau international GreyNet a établi une typologie des documents admissibles.

## Volumétrie
Il est impossible de chiffrer avec précision la production mondiale de la littérature grise, car il n’existe aucun référentiel, aucune base de données, aucun répertoire. Elle est donc difficile à quantifier et à évaluer. Toutefois, on peut chiffrer certains pans de la littérature grise pour certains pays. Par exemple, en France, il est possible d'avoir une idée du nombre de thèses produites grâce à des outils de collecte ou de référencement. Selon les disciplines, la littérature grise représente 30% de la production scientifique et technique. Elle se retrouve dans tous les domaines d'activité.

## Traitement et signalement
- La base de données SIGLE (System of Information on Grey Literature in Europe) a signalé pendant 25 ans une partie significative de la littérature grise européenne. Elle a été arrêtée en 2006 et transformée en archive ouverte sur le site de l'INIST-CNRS sous le nom de OpenSIGLE.
- À la Bibliothèque nationale de France, le traitement se fait en Recueils signalés dans le catalogue général pour partie à la collectivité auteur et pour une autre partie avec un titre thématique forgé.

## Réseau international GreyNet
Le Grey Literature Network Service, abrégé en GreyNet, est un réseau international de professionnels, enseignants-chercheurs et organisations dont le but est de faciliter le dialogue, la recherche et la formation dans le domaine de la littérature grise. Créé en 1992 comme une société sans but lucratif par le sociologue Dominic Farace à Amsterdam, GreyNet organise des conférences annuelles et contribue à l'information sur la littérature grise, par une revue (The Grey Journal, indexée dans Scopus), un newsletter, les actes des conférences, et d'autres publications. Tous les grands organismes d'information scientifique et technique, comme la bibliothèque du Congrès et l'Office of Scientific and Technical Information (OSTI, États-Unis), la British Library, le VNTIC (Russie) l'Institut de l'information scientifique et technique (Inist) du Centre national de la recherche scientifique (CNRS, en France) ou l'Agence japonaise de la Science et de la Technologie, y trouvent un forum à leur niveau pour coopérer et échanger sur leurs pratiques, expériences et projets.